# Elliot Forbes

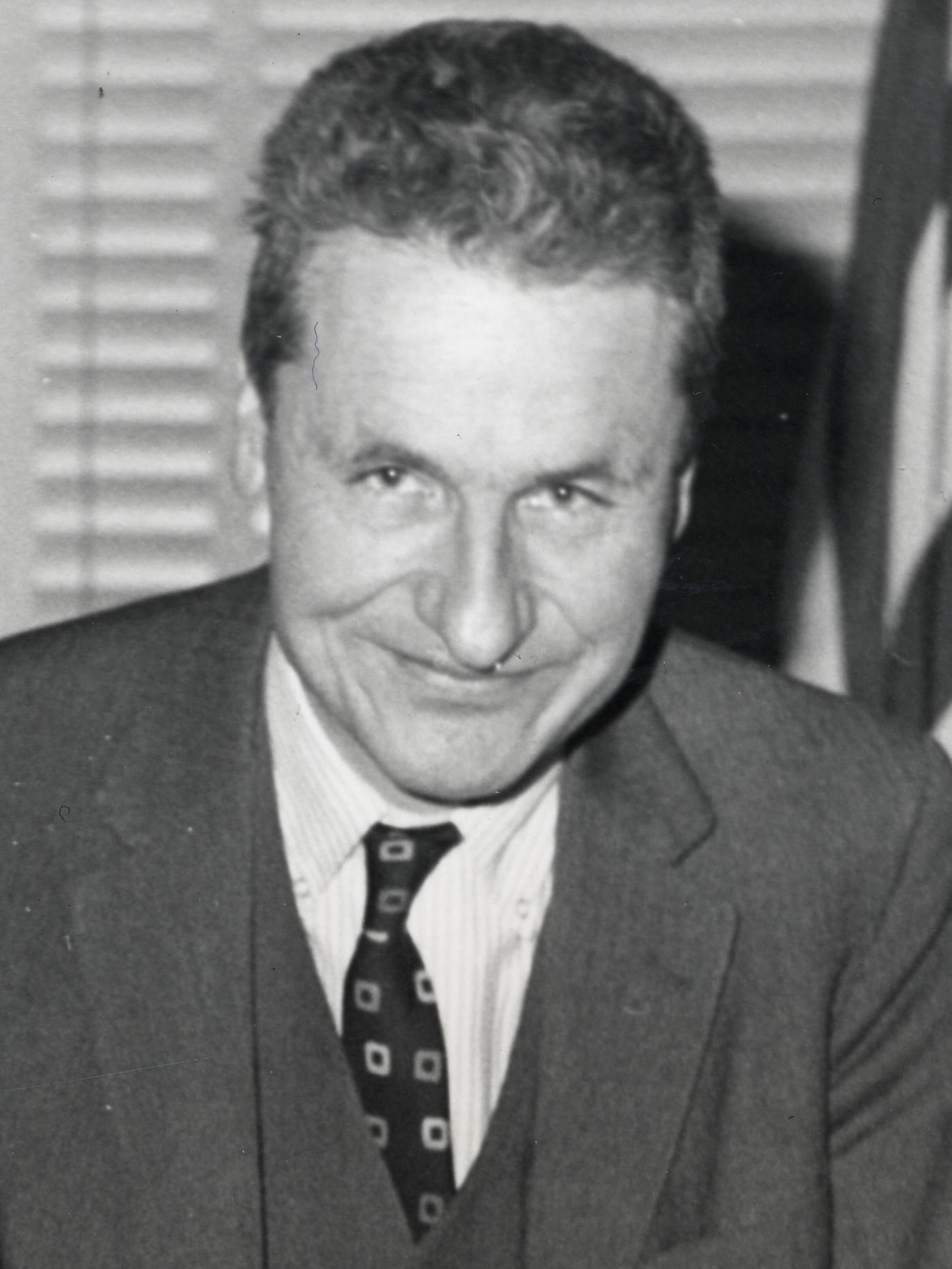
Eliott Forbes, in den 1960er

El(liot) Forbes (* 30. August 1917 in Cambridge, Massachusetts; † 10. Januar 2006 ebenda) war ein US-amerikanischer Musikwissenschaftler.

## Leben
Forbes lehrte von 1947 bis 1958 an der Princeton University und wechselte anschließend zur Harvard-Universität, wo er bis zu seiner Emeritierung im Jahre 1984 die Stelle eines Fanny Peabody Professor of Music bekleidete. In den 1960er Jahren leitete er den Harvard Glee Club und die Radcliffe Choral Society. Bekannt wurde Forbes vor allem durch seine Überarbeitung der Beethoven-Biographie von Alexander Wheelock Thayer, mit der er sich als Beethovenexperte auswies.
1965 wurde er in die American Academy of Arts and Sciences gewählt.

## Bücher
- Thayer's Life of Beethoven, revised and ed. by Elliot Forbes, 2 Bände, Princeton 1964
- The Choral Music of Beethoven, New York 1969

## Aufsätze
- A Neglected Work in Beethoven’s Choral Music: The Funeral Cantata. In: Essays on Music in Honor of Archibald Thompson Davison, Cambridge 1957, S. 253–261.
- „Stürzet nieder, Millionen“. In: Studies in Music History: Essays for Oliver Strunk, hrsg. von Harold Powers, Princeton, 1968, S. 449–457.
- Nur wer die Sehnsucht kennt: An Example of a Goethe Lyric Set to Music. In: Words and Music: The Scholar’s View; A Medley of Problems and Solutions Compiled in Honour of A. Tillmann Merritt by Sundry Hands, hrsg. von Laurence Berman, Cambridge 1972, S. 59–82.